# پری چمنزاری ماداگاسکار
پری چمنزاری ماداگاسکار (نام علمی: Aterica rabena) نام یک گونه از سرده پری‌های چمنزار است.